# Notoraja sapphira
Notoraja sapphira is een vissensoort uit de familie van de Arhynchobatidae. De wetenschappelijke naam van de soort werd voor het eerst geldig gepubliceerd in 2009 door Bernard Séret en Peter Robert Last.